# Burgemeester Fockstraat

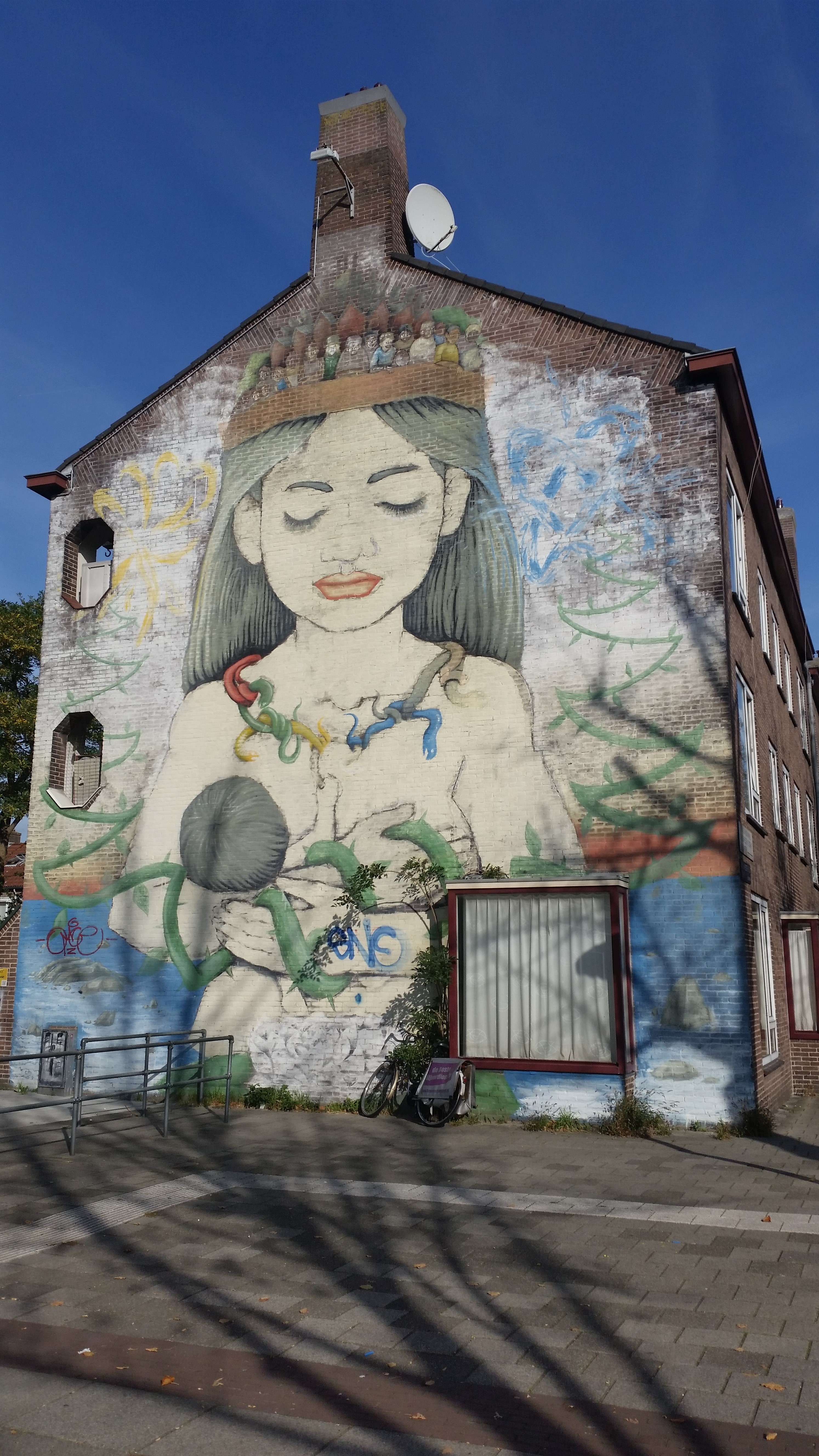
Muurschildering Tolerance (oktober 2018)

De Burgemeester Fockstraat is een straat in Slotermeer, Amsterdam Nieuw-West. De straat kreeg zijn naam op 9 juli 1952 en werd vernoemd naar Cornelis Fock (1828-1910), burgemeester van Amsterdam van 1866 tot 1868, daarna Commissaris des Konings voor Zuid-Holland. In de wijk werden meerdere straten vernoemd naar Amsterdamse burgemeesters.

## Ligging en geschiedenis
De Burgemeester Fockstraat begint in het zuiden op de zuidelijke kade van de Burgemeester Van Tienhovengracht, ze begint derhalve meteen met een brug. Daarna volgt voor een aantal meters het Gerbrandypark. Ze eindigt in het noorden een paar meter voor de Haarlemmerweg, met wie ze alleen een voet/fietsverbinding heeft. Plannen voor een busbrug ter verkorting van de route van de buslijnen naar Sloterdijk in aansluiting op de Radarweg zijn door verzet van de buurtbewoners nooit uitgevoerd. Wel verscheen in 2001 gedurende de renovatie werkzaamheden op de A10 een tijdelijke busdam.
De straat kruist talloze straatjes, belangrijke kruispunten zijn die met de Burgemeester De Vlugtlaan en Burgemeester Vening Meineszlaan (de coördinaten zijn van deze kruising).

## Gebouwen
De bebouwing bestaat grotendeels uit de jaren vijftig en zestig. De meeste woningen zijn portiekwoningen en laagbouwflats met hier en daar ook eengezinswoningen. In de jaren tachtig werd in het kader van stadsverdichting nog een aantal eengezinswoningen gebouwd. Tussen al die woningen bevinden zich twee opmerkelijke gebouwen. Uit 1955/1956 dateert de Slootermeerschool (een basisschool, eerder Burgemeester Fockschool genoemd) op huisnummer 85; het is een gemeentelijk monument. Op de kruising van de Burgemeester Vening Meineszlaan staat de kerk De Kandelaar van architect Geert Kliphuis, waarin sinds 1973 het Leger des Heils is gevestigd. De kerk staat met de achtergevel aan de Burgemeester Fockstraat.

## Kunst
Van zuid naar noord vindt men:
- de Ina Boudier-Bakkerbrug (brug 609), een brug over de Burgemeester van Tienhovengracht, in de Amsterdamse Schoolstijl van architect Piet Kramer, met name de twee pilaren met Oosters aandoende motieven vallen op
- in het Gerbrandypark staat aan de rechterkant het beeld Windzuil van Cornelius Rogge; aan de linkerkant een pierenbad van Aldo van Eyck en het mozaïek De kleine kameleon van Hoshyar Rasheed
- de Jacoba van Tongerenbrug (brug 602), een duikerbrug over een afwateringstocht, opnieuw in de Amsterdamse Schoolstijl (ook de jaarsteen) en van Piet Kramer; op de borstweringen zijn twee plastieken te vinden; de bedoeling was waarschijnlijk daar nog beelden van te maken, het is er nooit van gekomen
- een aantal corridors van flats aan deze afwateringstocht zijn opgefleurd met muurschilderingen
- muurschildering Tolerance van de Argentijn Alaniz, staande voor tolerantie tussen diverse generaties aan bewoners in de buurt; geplaatst op een blinde muur, gedeeld door de Burgemeester Fockstraat en de M.C. Addickstraat; in de tooi bevinden zich de gezamenlijke oudere buurtbewoners
- Dans van de vrede en welvaart, een gevelsteen van de hand van Frits Sieger op de Slootermeerschool

## Afbeeldingen

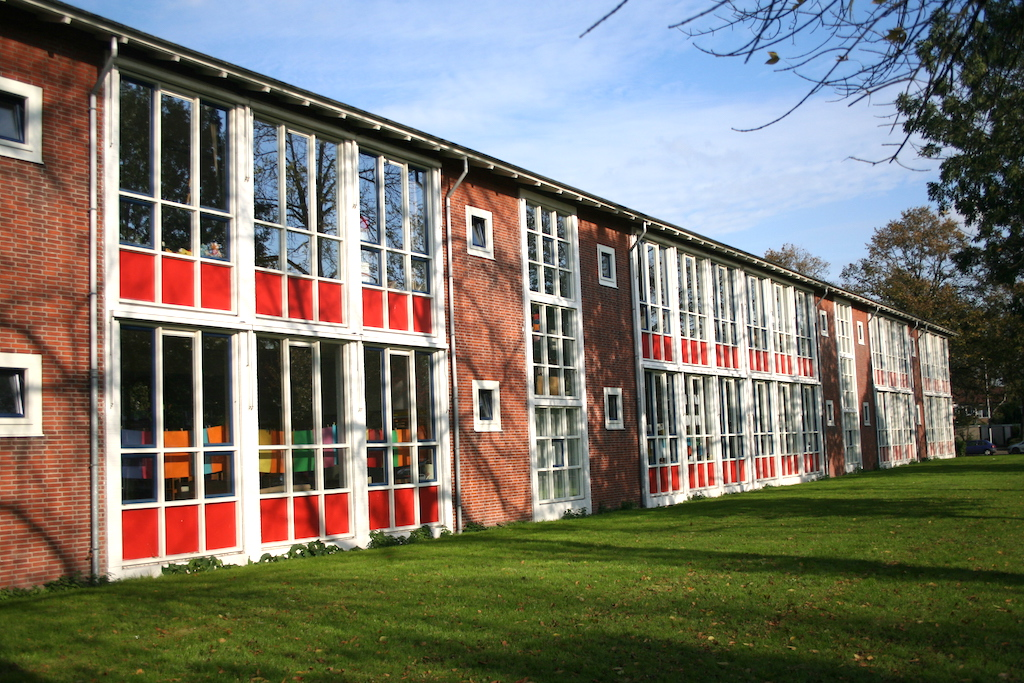
Slootermeerschool (2011)
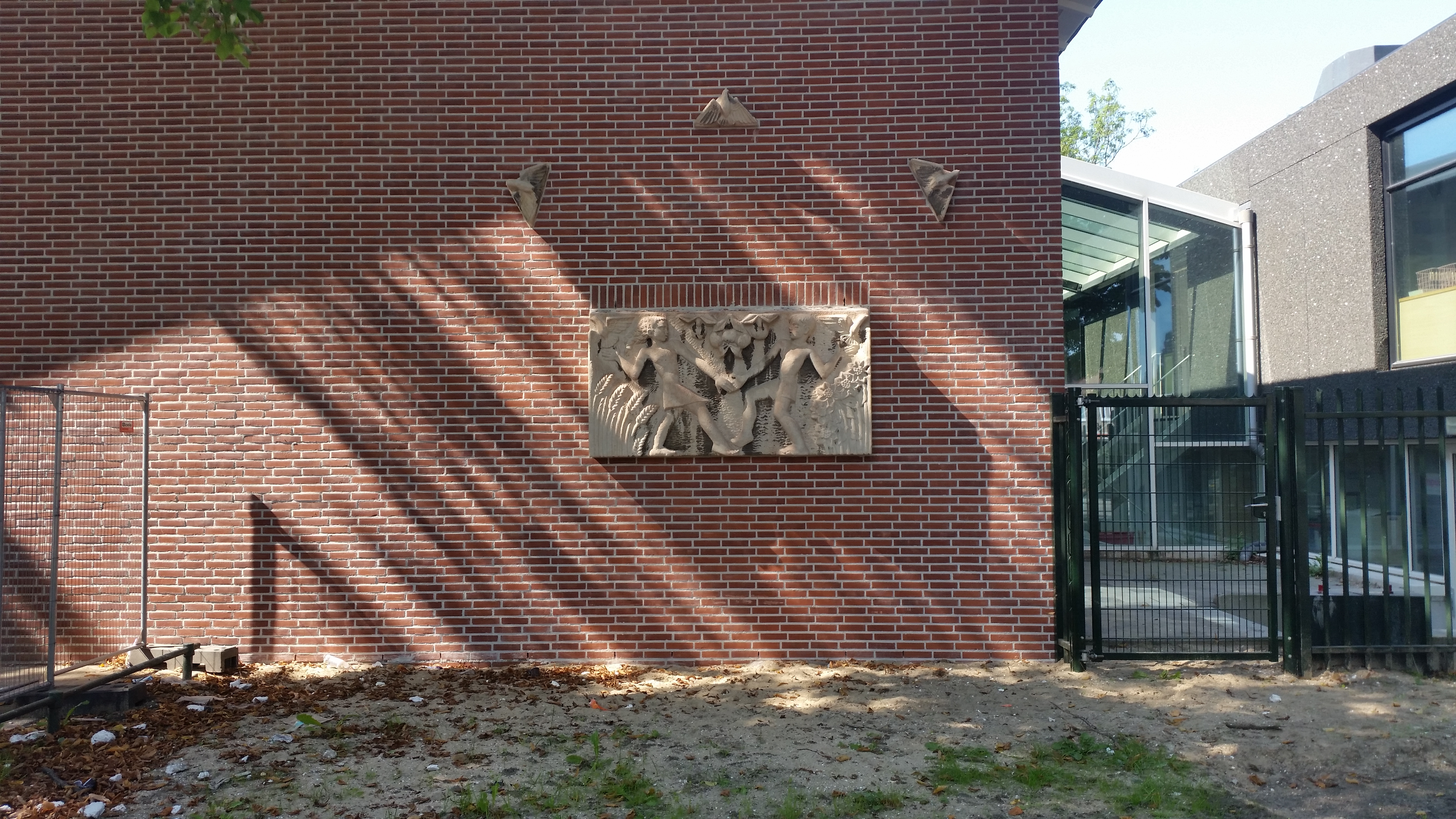
Dans van de vrede en welvaart (september 2018)
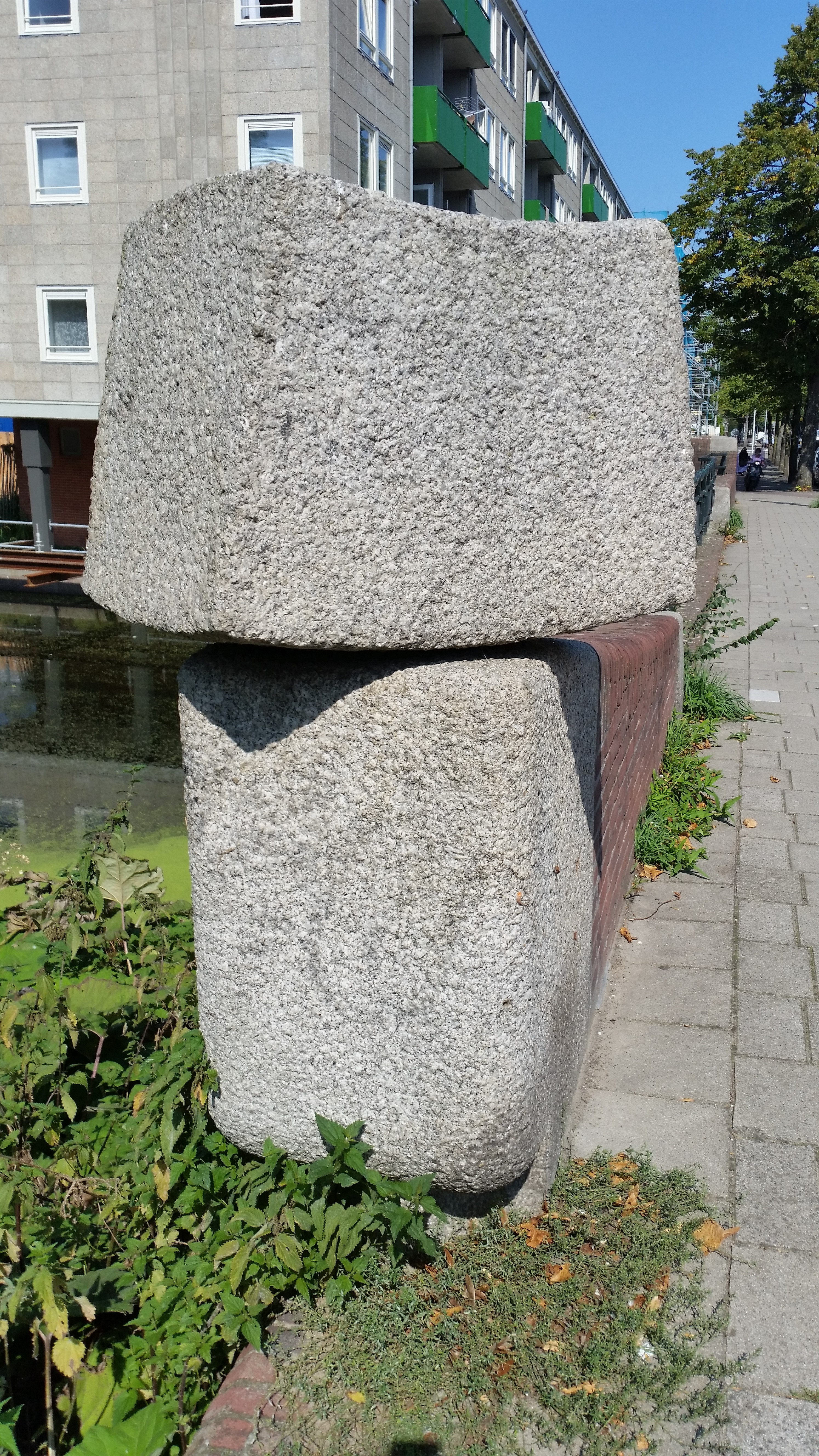
Plastiek op Jacoba van Tongerenbrug (september 2018)
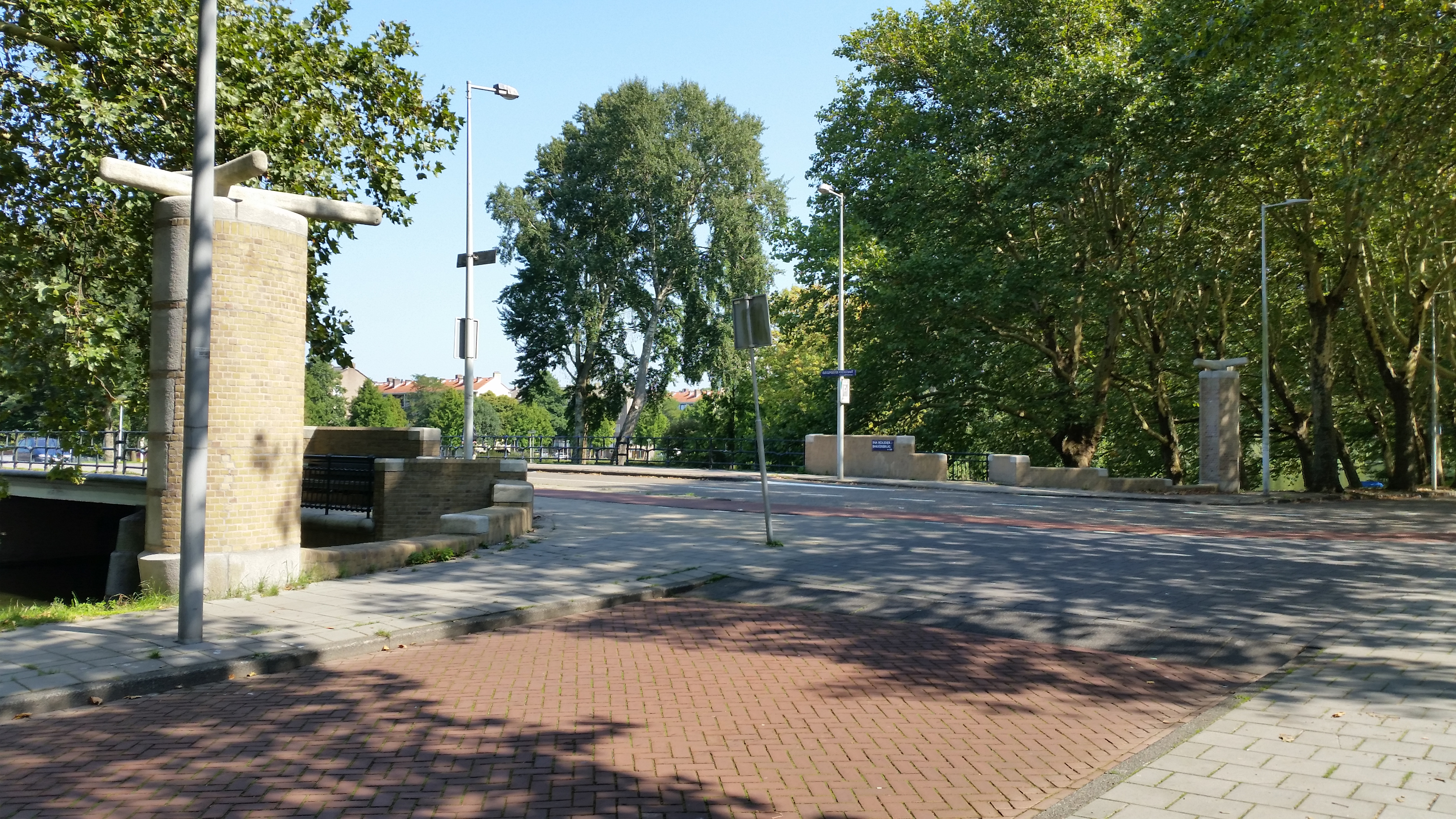
Oosters aandoende pilaren op Ina Boudier-Bakkerbrug (september 2018)